# Resolute (Schiff, 1920)
Die Resolute der Hamburg-Amerikanischen Packetfahrt-Actien-Gesellschaft (Hapag) lief schon 1914 als William O’swald für den Südamerikadienst der Hamburger Reederei vom Stapel. Während des Weltkrieges 1916 an den Koninklijke Hollandsche Lloyd verkauft, wurde sie ab Juli 1920 von der niederländischen Reederei im Dienst zwischen Amsterdam und den Häfen am La Plata eingesetzt. 1922 kauften die mit der Hapag kooperierenden United American Lines (UAL) das Schiff und setzten es unter dem Namen Resolute zwischen Hamburg und New York ein. 1923 wurde das Schiff wie andere Schiffe der amerikanischen Linie nach Panama ausgeflaggt, um die amerikanischen Prohibitionsgesetze zu umgehen.
Am 27. Juli 1926 trennte sich die Hapag von den United American Lines und kaufte die Resolute und zwei weitere ehemalige Hapag-Schiffe (das Schwesterschiff Reliance und die Cleveland) von der UAL, um wieder selbständig zu agieren. Ab 1928 kam die Resolute fast ausschließlich als Kreuzfahrtschiff zum Einsatz. Im August 1935 wurde sie nach Italien verkauft und unter dem Namen Lombardia als Truppentransporter eingesetzt. Bei einem alliierten Luftangriff auf Neapel wurde die Lombardia getroffen und sank. Das Wrack der ehemaligen Resolute wurde nach Kriegsende gehoben und in La Spezia verschrottet.

## Baugeschichte
Als der Erste Weltkrieg ausbrach, waren auf deutschen Werften drei Dampfer von um 20.000 BRT Größe für den Südamerika-Dienst der Hapag im Bau.  Nach der bei der AG Vulcan in Stettin 1913 vom Stapel gelaufenen Admiral von Tirpitz und dem am 10. Februar 1914 bei Joh. C. Tecklenborg in Geestemünde vom Stapel gelaufenen Schwesterschiff Johann Heinrich Burchard lief am 30. März 1914 bei der AG Weser in Bremen die William O’swald als letztes der Südamerikaschiffe der Hapag vom Stapel.
Benannt war das Schiff nach dem Hamburger Senator William Henry O’Swald (1832–1923). Das mit einer Größe vom knapp 20.000 BRT geplante Schiff sollte neben 1.000 Kabinenpassagieren in drei Klassen auch noch bis zu 850 Auswanderer im Zwischendeck befördern können. Die William O’swald sollte mit ihrem von Tecklenborg zu liefernden Schwesterschiff und den Hamburg-Süd-Dampfern Cap Trafalgar und Cap Polonio einen gemeinsamen Fahrplan fast identischer Schiffe bilden. Auch die beiden Dampfer der HSDG waren zweimastige Dreischornsteiner und erhielten einen Dreischraubenantrieb, der von zwei Dreifach-Expansionsmaschinen auf den Außenwellen und einer Abgasturbine auf der Mittelwelle angetrieben wurde. Allerdings wurde nur die Cap Trafalgar vor Kriegsausbruch fertig und ging dann als Hilfskreuzer verloren.  Die mit Rüstungsaufträgen ausgelastete AG Weser stellte nach Kriegsausbruch den Weiterbau der William O’swald ein. Im Juni 1916 wurde das Schiff zusammen mit dem bei Tecklenborg im Bau befindlichen Schwesterschiff  Johann Heinrich Burchard an den Koninklije Hollandsche Lloyd (KHL) verkauft, nachdem diese Reederei durch ein deutsches U-Boot die Tubantia verloren hatte. Liefertermin für die Schiffe sollte das Kriegsende sein. So kam es, dass das Schiff nie unter seinem Taufnamen in See ging und seine Karriere als Brabantia begann.

## Einsatz unter fremden Flaggen
Bei Kriegsende begann der Fertigbau und die Ausrüstung des in Brabantia umbenannten Schiffes. Am 28. Juli 1920 verließ es Bremerhaven und nahm für den neuen Eigner KHL den Dienst zwischen Amsterdam und Argentinien auf. Mit 20.200 BRT vermessen, konnte die Brabantia in der ersten Klasse 355 Fahrgäste, in der zweiten 284 und in der dritten weitere 469 Fahrgäste transportieren. Zu den 1.108 Kabinenpassagieren konnten ggf. auch noch 857 Fahrgäste im Zwischendeck nach Südamerika reisen. Ob der Verkauf der beiden Schwesterschiffe während des Krieges unter den Bestimmungen des Friedensvertrages noch rechtmäßig war, blieb bis 1922 strittig.
1922 verkaufte der Hollandsche Lloyd vier seiner Passagierschiffe an die Hapag und die mit ihr in Fahrplangemeinschaft operierenden United American Lines (UAL) der Harriman-Gruppe. Die UAL erhielt die beiden fast neuen, ehemaligen Hapagschiffe Limburgia und Brabantia für ihren Anteil an der gemeinsamen Nordatlantiklinie zwischen Hamburg und New York als größte Schiffe, die sie in Reliance und Resolute umbenannte, während die Hapag die älteren, etwas über 7.000 BRT großen Frisia und Hollandia (Baujahr 1909) ankaufte, die als Holsatia und Hammonia auf der Route nach Mexiko eingesetzt wurden.
Resolute und Reliance wurden bei Blohm & Voss nochmals modernisiert, erhielten eine reine Ölfeuerung und eine großzügiger gestaltete Passagiereinrichtung, die jetzt Platz für 290 Fahrgäste in der I. Klasse, 320 in der II. Klasse und 400 in der III. Klasse bot. Am 11. April 1922 startete die Resolute als erstes der Schwesterschiffe in Hamburg zu ihrer ersten Reise unter amerikanischer Flagge über Southampton und Cherbourg nach New York. Ab 1923 wurde sie, wie ihr Schwesterschiff Reliance und die auch von der UAL eingesetzte Cleveland, zur Umgehung der amerikanischen Prohibitionsbestimmungen unter der Flagge Panamas eingesetzt.
Die UAL nahm mit den beiden von Beginn an sehr luxuriös geplanten Schiffen auch Teile des Vorkriegs-Kreuzfahrtprogramms der Hapag wieder auf. Die Resolute führte ab dem 9. Januar 1923 ihre erste Weltreise durch, die nicht wie die meisten derartigen Reisen von den USA ostwärts, sondern durch den Panamakanal nach Hawaii und für 14 Tage nach Japan. Weiter ging die Reise über China, die Philippinen, Zamboanga, vier Tage vor Java, um die Malaiische Halbinsel und Burma nach Indien, wo 21 Tage für Ausflüge bis nach Kaschmir zur Verfügung standen. Die Resolute lief noch Ceylon an und dann nach Suez. Ausflugsprogramme wurden noch in Ägypten und Italien durchgeführt. Als letzter Hafen in Europa wurde Monte Carlo angelaufen. Vom 19. Januar bis zum 4. Mai 1924 führte das Schiff seine zweite Weltreise mit 396 Fahrgästen von New York nach New York durch. Die Reise führte durch das Mittelmeer nach Ostasien und auch in die Südsee, wo Apia und Papeete besucht wurden, und schließlich durch den Panamakanal zurück zum Ausgangspunkt. Organisiert wurde die Reise vom Reisebüro Raymond & Whitcomb.
Zwei für 1925/1926 angebotene Folgereisen um den Jahreswechsel übernahmen die Routen von den Vorkriegsreisen der Cleveland und verzichteten auf die teure Kanalpassage. Dabei handelte es sich um eine Hin- und Rückreise nach Kalifornien über das Mittelmeer und Ostasien. Vor diesen Reisen machte die Resolute eine besondere Reise, als sie vom 24. Januar bis zum 26. März 1925 eine 66-tägige „Rund um Südamerikafahrt“ durchführte, die von New York über Havanna, Jamaika und den Panamakanal entlang der südamerikanischen Westküste zur Magellanstrasse führte, die die Resolute als erstes großes Passagierschiff nach dem Weltkrieg passierte. Die Reise ging dann entlang der Ostküste wieder nach Norden. In den Häfen des Kontinents wurden Ausflüge ins Landesinnere angeboten. Abgeschlossen wurde die Reise mit einer Kreuzfahrt durch die Karibik.
Ihre letzte Reise für die amerikanische Reederei begann am 13. Juli 1926 in Hamburg auf der Stammstrecke nach New York.  Am 27. Juli kaufte sich die Hapag aus der Fahrplangemeinschaft mit der amerikanischen Linie wieder frei und erwarb gleichzeitig ihre drei ehemaligen, zuletzt unter panamaischer Flagge eingesetzten Schiffe, um den Nordatlantikverkehr wieder unabhängig führen zu können.

## Wieder im Dienst der Hapag
Am 10. August 1926 nahm die Resolute unter dem beim amerikanischen Publikum eingeführten Namen für die Hapag den Dienst auf der Strecke Hamburg – Southampton – Cherbourg – New York auf. Allerdings wurde der New York-Dienst nun vorrangig von den Neubauten der Albert Ballin-Klasse abgewickelt, von denen alle vier Schiffe zum Beginn der Saison 1927 einsatzbereit waren. Die Hapag versuchte, mit der Resolute und ihrer Schwester an die Erfolge im Kreuzfahrtgeschäft vor dem Weltkrieg anzuknüpfen, wobei diese Fahrten noch Vergnügungsreisen genannt wurden.
Die Resolute eröffnete ihren Teil des neuen Kreuzfahrtprogramms der Hapag ab 6. Januar bis Mai 1927 mit der ersten Hapag-Weltreise nach dem Krieg und danach auch mit einer Nordland-Fahrt. Bis 1935 führte sie acht weitere Weltreisen durch. Kapitän auf diesen Reisen war der spätere Kommodore der Hapag, Friedrich Ferdinand Heinrich Kruse (1874–1945), der schon vor dem Krieg 1. Offizier der Cleveland gewesen war.
Die Resolute wurde im Juni 1930 und im Juni 1931 überholt und ihre Passagiereinrichtung angepasst. 1930 wurde die II. Klasse in Touristenklasse umbenannt und 1931 die III. Klasse abgeschafft. Trotz der Weltwirtschaftskrise gab es anfangs keinen Einbruch beim Verkauf der Luxusreisen. Ende August 1933 führte sie ihre letzte Linienreise zwischen Hamburg und New York durch und wurde dann bis zu ihrem Verkauf 1935 nur noch für Kreuzfahrten eingesetzt. Die zunehmenden Konflikte des Deutschen Reiches mit anderen Nationen reduzierten die Zahl ausländischer Fahrgäste und die Möglichkeiten internationaler Reisen und Reiseprogramme. Die geringere Auslastung der Linienschiffe führte ebenfalls zu Überkapazitäten. Die Hapag verkaufte daher die Resolute 1935 nach Italien, wobei sie dort den Abbruch des Schiffes erwartete.

## Das Ende alsLombardia
Die italienische Regierung übernahm die am 22. August 1935 von der Hapag verkaufte Resolute und ließ sie in einen Truppentransporter umbauen, der über 103 Plätze in einer ersten Klasse und Platz für 4400 Soldaten bot. Das in Lombardia umbenannte Schiff wurde vom Lloyd Triestino betrieben und kam im Abessinienkrieg ab dem 28. September 1935 zum Einsatz. Nach etwa 20 Fahrten nach Äthiopien erfolgten weitere Einsätze, um „italienische Freiwillige“ nach Cádiz zu bringen, als sich Italien auf Seiten der Franco-Truppen im Spanischen Bürgerkrieg engagierte. Auch im Zweiten Weltkrieg wurde das Schiff als Truppentransporter genutzt. Bei einem alliierten Bombenangriff auf Neapel wurde das Schiff getroffen und versenkt. Der vollständige Abbruch des Schiffes erfolgte 1947 in La Spezia.